# Cormac McCarthy
Cormac McCarthy, rođen kao Charles McCarthy (Providence, Rhode Island, 20. srpnja 1933. – Santa Fe, Novi Meksiko, 13. lipnja 2023.) bio je američki romanopisac i dramatičar. 
Poznat je po romanima kao što su Ovo nije zemlja za starce (adaptiran u istoimeni film koji je nagrađen s četiri Oscara), Cesta (nagrađen Pulitzerovom nagradom za književno djelo)[nedostaje izvor], Krvavi meridijan te Svi lijepi konji (nagrađen Nacionalnom knjiškom nagradom)[nedostaje izvor]. Djela Cesta, Ovo nije zemlja za starce, Child of God, Svi lijepi konji te The Sunset Limited su adaptirani u filmove.[nedostaje izvor] Napisao je scenarij za film Ridleya Scotta The Counselor iz 2013. godine.[nedostaje izvor]

## Objavljena djela

### Romani
- The Orchard Keeper (1965.) ISBN 0-679-72872-4
- Outer Dark (1968.) ISBN 0-679-72873-2
- Child of God (1973.) ISBN 0-679-72874-0
- Suttree (1979.) ISBN 0-679-73632-8
- Blood Meridian or the Evening Redness in the West (1985.) ISBN 0-679-72875-9, preveden na hrvatski jezik kao "Krvavi meridijan".
- All the Pretty Horses (1992.) ISBN 0-679-74439-8, preveden na hrvatski jezik kao "Svi lijepi konji".
- The Crossing (1994.) ISBN 0-679-76084-9
- Cities of the Plain (1998.) ISBN 0-679-74719-2
- No Country for Old Men (2005.) ISBN 0-375-70667-4, preveden na hrvatski jezik kao "Ovo nije zemlja za starce".
- The Road (2006.) ISBN 0-307-38789-5, preveden na hrvatski jezik kao "Cesta".

### Novele
- Wake for Susan (1959.)
- A Drowning Incident (1960.)

### Scenariji
- The Gardener's Son (1976.) ISBN 0-88001-481-4
- The Counselor (2013.)[2]

### Drame
- The Stonemason (1995.) ISBN 978-0-679-76280-5
- The Sunset Limited (2006.) ISBN 0-307-27836-0

## Vanjske poveznice
- The Cormac McCarthy Society  Arhivirana inačica izvorne stranice od 17. srpnja 2009. (Wayback Machine), pristupljeno 05. kolovoza 2013.
- Cormac McCarthy's Venomous Fiction  - (1992.) intervju s Cormacom Mccarthyjem za The New York Times. Pristupljeno 05. kolovoza 2013.
- Southwestern Writers Collection at the Witliff Collection, Texas State University- djela Cormaca McCarthyja. Pristupljeno 05. kolovoza 2013.
- Science Friday - Connecting Science and Art - razgovor između McCarthyja, Wernera Herzoga, i Lawrencea Kraussa na Science Friday 8. travnja 2011. Pristupljeno 05. kolovoza 2013.